# Marcus Berg
Marcus Berg (Torsby, 17 de agosto de 1986) es un exfutbolista sueco que jugaba como delantero.

## Trayectoria

### Primeros años de su carrera
Marcus dio sus inicios como futbolista profesional en un club de su ciudad natal, el Torsby IF en 2002. Al año siguiente, fue fichado por el IFK Göteborg en 2003. Después de pasar dos años en equipos filiales de aquel club, en la temporada de 2005, fue ascendido a la plantilla regular y comenzó a jugar para IFK Göteborg en Allsvenskan. Durante la época en que jugó para IFK Göteborg, Marcus jugó varios partidos junto a su hermano mayor, Jonatan Berg.
En 2007, Berg comenzó a atraer la atención y a destacarse del resto de sus compañeros, debido a la gran cantidad de goles, y por mantener esa eficacia en el transcurso de la liga.
Marcus jugó para el IFK Göteborg hasta el verano de 2007. La victoria de visitante de 5-0 sobre Kalmar FF donde Berg anotó un tanto, fue su último gol con este equipo debido a una suspensión para el juego contra Djurgården. Él fue ovacionado al momento de dejar el campo, luego de ser expulsado. Göteborg ganó la liga esa temporada.

### FC Groningen
El 10 de agosto de 2007, el club neerlandés Football Club Groningen consiguió firmar a Berg por un monto de 2,5 millones de euros  para reemplazar al uruguayo Luis Alberto Suárez.
Berg se adaptó rápidamente al fútbol neerlandés jugando apenas, su primer año en los Países Bajos. Aunque no logró ser el máximo goleador de la Eredivisie 2007-08, consiguió 18 tantos para el FC Groningen, ayudando a su club a conseguir el 7.º lugar de la primera división holandesa.
En la temporada 2008-09, ayudó a que el FC Groningen se mantuviera de líder de la Eredivisie durante unas 5 jornadas. A este momento, Berg ya era bastante conocido. Él había anotado trece goles en quince partidos. Él también anotó cuatro goles contra Roda JC, en jornada decembrina.

### Hamburgo SV
El 17 de julio de 2009, se confirmó el fichaje de Berg por cinco temporadas con el club alemán Hamburgo SV. La página oficial del FC Groningen mencionó que jamás se había pagado antes esa cantidad por un jugador del Groningen. Dagblad van het Noorden (periódico holandés) señaló que el club alemán pagó por el jugador unos 10,5 millones de euros. El contrato también mencionó un partido amistoso que será jugado entre el FC Groningen y Hamburgo SV en el verano de 2010 o 2011 en el Euroborg, principal estadio de FC Groningen. Aunque el pago de 10,5 millones de euros en principio era bastante alto para el HSV, el deseo de Berg de recalar en la Bundesliga hizo que FC Groningen terminase la transferencia.

### PSV Eindhoven
En 2010 Berg llega al PSV por una cantidad cercana a los 10.6 millones de euros.

### Panathinaikos
El 4 de julio de 2013, se reveló que Berg había viajado a Atenas para firmar con Panathinaikos. El 8 de julio de 2013, Panathinaikos anunció que Berg había firmado un contrato de cuatro años con el club. El 18 de agosto de 2013, en su primera aparición, Berg anotó su primer gol con el Panathinaikos, ya que su equipo ganó el partido contra el Panetolikos. En el primer derbi del año contra el PAOK, Berg marcó el gol del Panathinaikos y perdió un penalti, ya que su equipo perdió con un marcador de 2-1. El 2 de marzo de 2014, Berg fue el MVP en la victoria a domicilio por 3-0 ante el Olympiacos con un gol y una asistencia para Danijel Pranjić. Esta fue la mayor victoria a domicilio en la historia de los Eternal Rivals. La semana siguiente, anotó un triplete cuando el Panathinaikos derrotó a Aris por 4-1 en casa.
El 26 de abril de 2014, en la final de la Copa de Grecia contra sus rivales PAOK, Berg anotó un triplete para llevar al Panathinaikos a una victoria por 4-1, que ganó la Copa de Grecia como lo había hecho en 2010. El 11 de enero de 2015, Berg anotó su segundo triplete en la victoria en casa por 5-0 ante el Ergotelis en la Superliga de Grecia. El 26 de enero de 2015, firmó un contrato de extensión de un año, hasta 2018. El 8 de marzo de 2015, en un derbi Panathinaikos-PAOK, Berg anotó su tercer triplete en la victoria en casa por 4-3. El 30 de marzo de 2015, después de dos años y medio, Berg anotó su séptimo gol internacional en un partido amistoso contra Irán. 
El 18 de mayo de 2017, el delantero sueco se perderá el resto de los play-offs de la Superliga porque cumplirá una sanción de cuatro partidos. El internacional de 31 años y capitán de los Verdes mostró un comportamiento poco profesional en el choque en casa contra el PAOK (1-0), que finalmente fue interrumpido por el árbitro Giorgos Kominis a los 55', y no jugó en los cuatro partidos restantes.
El 20 de junio de 2017, la Administración del Panathinaikos rechazó la primera oferta del Al Ain FC (entre 2,5 y 3 millones de euros) sobre la compra del experimentado delantero sueco. Los Verdes ostentan el 55% de los derechos del internacional de 31 años (su ex equipo, el Hamburger SV, tiene el 35% restante), cuyo contrato actual venció en el verano de 2019, con una cláusula de rescisión de € 5,2 millones.

### Al Ain FC
El 28 de junio de 2017, Al Ain FC confirmó su traspaso tras largas negociaciones con el Panathinaikos, y se cree que la cifra rondó los 3 millones de euros. Berg, ha acordado un contrato de dos años, aunque con opción de renovarlo. Sustituye en la plantilla del club al delantero Nasser Al-Shamrani.
El 16 de abril de 2018, tras una temporada increíble en la Pro-League de los Emiratos Árabes Unidos, Berg acertó dos veces cuando su club avanzó a los octavos de final de la Liga de Campeones de la AFC con una contundente victoria por 4-1 sobre el Al Rayyan SC de Catar. El 21 de abril de 2018, Al Ain se coronó campeón de la Pro-League por decimotercera vez en su historia gracias a un triplete de Marcus Berg en una contundente victoria por 4-0 sobre Al Nasr. El 29 de abril de 2018, marcó cuatro goles en un glorioso partido con una victoria en casa por 5-0 contra el Al Dhafra, lo que ayudó a su club a ganar la Pro-League 2017-18, siendo el máximo goleador de la Liga en su primera temporada con 25 tantos.
El 3 de mayo de 2018, marcó haciendo uso de un pase de volea hábilmente ejecutado por el mediocampista Omar Abdulrahman, el segundo gol en un 2-1 cuando Al Ain superó al Al-Wasl, levantando la Copa Presidente de Emiratos Árabes Unidos para asegurar el doblete del trofeo en 50.º aniversario del club de la Pro-League de los Emiratos Árabes Unidos.
El 18 de diciembre de 2018, abrió el marcador ayudando a su club a pasar a la final de la Copa Mundial de Clubes al eliminar al campeón de la Copa Libertadores, River Plate, en los penales en las semifinales, después de empatar 2-2.

### Krasnodar
El 13 de julio de 2019, Krasnodar anunció el fichaje del internacional sueco hasta el verano de 2020 y su contrato por valor de 1,9 millones de euros. El 15 de junio de 2020, extendió su contrato con Krasnodar por un año más. Terminó su primera temporada con Krasnodar como máximo goleador del club, con 9 en la liga y 10 en todas las competiciones, ya que Krasnodar terminó en tercer lugar y aseguró un lugar en la ronda de play-off de la UEFA Champions League.

### IFK Göteborg
El 22 de marzo de 2021, se anunció que Berg regresaría a IFK Göteborg con una transferencia gratuita. Tras firmar un contrato de dos años y medio, regresó el 1 de julio de 2021.

## Técnica
Berg es conocido por su dominio en el remate de cabeza, primeros toques y su capacidad de  chutear y pasar con ambas piernas. También es bueno con los regates y al momento de patear a la portería, incluso con ángulos muy estrechos. Berg anotó 15 goles en su primera temporada en el Eredivisie, en sólo 25 partidos, debido a sus continuas lesiones durante gran parte de la temporada. En su segunda temporada con el FC Groningen anotó 13 tantos en los primeros 15 partidos, siendo para ese momento el segundo máximo anotador de la liga neerlandesa.

## Clubes y estadísticas
| Club                           | Temporada           | Liga  | Liga  | Copas nacionales | Copas nacionales | Copas internacionales | Copas internacionales | Otras competiciones | Otras competiciones | Total | Total | Prom. |
| Club                           | Temporada           | Part. | Goles | Part.            | Goles            | Part.                 | Goles                 | Part.               | Goles               | Part. | Goles | Prom. |
| ------------------------------ | ------------------- | ----- | ----- | ---------------- | ---------------- | --------------------- | --------------------- | ------------------- | ------------------- | ----- | ----- | ----- |
| I. F. K. Göteborg · Suecia     | 2005                | 14    | 3     | 1                | 0                | 8                     | 4                     | 4                   | 1                   | 27    | 8     | 0.29  |
| I. F. K. Göteborg · Suecia     | 2006                | 22    | 4     | 2                | 1                | 6                     | 1                     | 14                  | 5                   | 44    | 11    | 0.25  |
| I. F. K. Göteborg · Suecia     | 2007                | 17    | 14    | 3                | 4                | 0                     | 0                     | 6                   | 1                   | 26    | 19    | 0.73  |
| I. F. K. Göteborg · Suecia     | Total               | 53    | 21    | 6                | 5                | 14                    | 5                     | 24                  | 7                   | 97    | 38    | 0.39  |
| F. C. Groningen · Países Bajos | 2007-08             | 25    | 15    | 5                | 3                | 1                     | 0                     | 0                   | 0                   | 31    | 18    | 0.58  |
| F. C. Groningen · Países Bajos | 2008-09             | 31    | 17    | 7                | 9                | 0                     | 0                     | 0                   | 0                   | 38    | 26    | 0.68  |
| F. C. Groningen · Países Bajos | Total               | 56    | 32    | 12               | 12               | 1                     | 0                     | 0                   | 0                   | 69    | 44    | 0.63  |
| Hamburgo S. V. · Alemania      | 2009-10             | 30    | 4     | 1                | 0                | 13                    | 6                     | 0                   | 0                   | 44    | 10    | 0.22  |
| Hamburgo S. V. · Alemania      | 2011-12             | 13    | 1     | 1                | 1                | 0                     | 0                     | 0                   | 0                   | 14    | 2     | 0.14  |
| Hamburgo S. V. · Alemania      | 2012-13             | 11    | 0     | 1                | 1                | 0                     | 0                     | 0                   | 0                   | 12    | 1     | 0.08  |
| Hamburgo S. V. · Alemania      | Total               | 54    | 5     | 3                | 2                | 13                    | 6                     | 0                   | 0                   | 70    | 13    | 0.18  |
| PSV Eindhoven · Países Bajos   | 2010-11             | 25    | 8     | 3                | 1                | 13                    | 2                     | 0                   | 0                   | 41    | 11    | 0.26  |
| PSV Eindhoven · Países Bajos   | Total               | 25    | 8     | 3                | 1                | 13                    | 2                     | 0                   | 0                   | 41    | 11    | 0.26  |
| Panathinaikos F. C. · Grecia   | 2013-14             | 29    | 15    | 5                | 7                | 0                     | 0                     | 6                   | 1                   | 40    | 23    | 0.57  |
| Panathinaikos F. C. · Grecia   | 2014-15             | 24    | 16    | 3                | 1                | 6                     | 5                     | 2                   | 3                   | 35    | 25    | 0.73  |
| Panathinaikos F. C. · Grecia   | 2015-16             | 27    | 17    | 4                | 0                | 2                     | 1                     | 0                   | 0                   | 33    | 18    | 0.35  |
| Panathinaikos F. C. · Grecia   | 2016-17             | 30    | 24    | 7                | 3                | 7                     | 4                     | 0                   | 0                   | 44    | 31    | 0.70  |
| Panathinaikos F. C. · Grecia   | Total               | 110   | 72    | 19               | 11               | 15                    | 10                    | 8                   | 4                   | 152   | 97    | 0.59  |
| Al Ain F. C. · EAU             | 2017-18             | 21    | 25    | 2                | 1                | 10                    | 7                     | 0                   | 0                   | 33    | 33    | 1.00  |
| Al Ain F. C. · EAU             | 2018-19             | 20    | 10    | 1                | 0                | 11                    | 5                     | 0                   | 0                   | 32    | 15    | 0.56  |
| Al Ain F. C. · EAU             | Total               | 41    | 35    | 3                | 1                | 21                    | 12                    | 0                   | 0                   | 65    | 48    | 0.73  |
| F. C. Krasnodar · Rusia        | 2019-20             | 23    | 9     | 1                | 0                | 8                     | 1                     | 0                   | 0                   | 32    | 10    | 0.31  |
| F. C. Krasnodar · Rusia        | 2020-21             | 21    | 9     | 1                | 0                | 9                     | 3                     | 0                   | 0                   | 31    | 12    | 0.38  |
| F. C. Krasnodar · Rusia        | Total               | 44    | 18    | 2                | 0                | 17                    | 4                     | 0                   | 0                   | 63    | 22    | 0.34  |
| I. F. K. Göteborg · Suecia     | 2021-22             | 18    | 10    | 0                | 0                | 0                     | 0                     | 0                   | 0                   | 18    | 10    | 0.56  |
| I. F. K. Göteborg · Suecia     | Total               | 18    | 10    | 0                | 0                | 0                     | 0                     | 0                   | 0                   | 18    | 10    | 0.56  |
| Total en su carrera            | Total en su carrera | 401   | 201   | 48               | 32               | 94                    | 39                    | 32                  | 11                  | 575   | 283   | 0.49  |

## Palmarés

### Campeonatos nacionales
IFK Göteborg
- Allsvenskan: Campeón temporada 2007

Panathinaikos
- Copa de Grecia: Campeón temporada 2013-14

Al Ain FC
- Pro-League de los Emiratos Árabes Unidos: Campeón temporada 2017-18
- Copa Presidente de Emiratos Árabes Unidos: Campeón temporada 2017-18

## Distinciones individuales
- Máximo goleador del Allsvenskan: temporada 2007 (14 goles), compartido con Razak Omotoyossi.
- Eurocopa Sub-21 de 2009: Bota de Oro.
- Eurocopa Sub-21 de 2009: Mejor jugador del torneo.
- Máximo goleador de la Copa de Grecia: temporada 2013-14 (7 goles).
- Máximo goleador de la Pro League de Emiratos Árabes Unidos: temporada 2017-18 (25 goles).